# ماریام هاکوبیان (بازیکن فوتبال)
ماریام هاکوبیان (ارمنی: Մարիամ Հակոբյան؛ زادهٔ ۲ ژوئیهٔ ۲۰۰۳) بازیکن فوتبال در پست هافبک اهل ارمنستان است.

## باشگاهی
از باشگاه‌هایی که در آن بازی کرده‌است می‌توان به باشگاه فوتبال زنان آلاشکرت اشاره کرد.

## تیم ملی
وی همچنین در تیم ملی فوتبال زیر ۱۹ سال زنان ارمنستان بازی کرده‌است. 